# Национальный Паралимпийский комитет Кыргызской Республики
Национальный Паралимпийский комитет Кыргызской Республики (НПК КР) — высший орган по паралимпийским видам спорта Кыргызской Республики, координирует работу отраслевых федераций и движений.

## История
В 2004 году в Кыргызской Республике был создан Паралимпийский комитет, который работал параллельно с Национальной федерацией инвалидного спорта. Министерство труда и социального развития Кыргызской Республики 14 ноября 2015 года объявило о создании. Основной задачей было заявлено приобщение инвалидов к здоровому образу жизни. Комитет объединил семь спортивных федераций среди ЛОВЗ[чего?] — настольного тенниса, стрельбы из лука, горных лыж, велоспорта, пауэрлифтинга, армрестлинга и борьбы.
Стал членом IBSA (Международная федерация спорта среди слепых).